# Arnaud Arquié
Arnaud Arquié est un joueur français de volley-ball né le 17 juillet 1987. Il mesure 1,86 m et joue libero. 

## Clubs
| Club            | Pays   | De        | À |
| --------------- | ------ | --------- | - |
| Narbonne Volley | France | 2008-2009 | … |

## Palmarès
Néant.